# Unihockey Tigers Langnau
Die Unihockey Tigers Langnau sind ein Schweizer Unihockeyteam mit Sitz in Zäziwil, welches in der höchsten Spielklasse, der Unihockey Prime League, spielt.

## Geschichte
Am Ursprung der Unihockey Tigers standen die beiden Vereine UHT Zäziwil und UHT Torpedo Gauchern, welche im Jahr 2000 fusionierten und sich von da an Unihockey Zäziwil-Gauchern nannten. Um in der NLA konkurrenzfähig zu bleiben, suchte Unihockey Zäziwil-Gauchern den Kontakt zum Eishockeyverein der SCL Tigers. Im März 2005 wurde eine gemeinsame Zukunftsstrategie unter dem Namen Unihockey Tigers beschlossen. Ebenfalls 2005 trennte sich die Damenabteilung vom Verein und fusionierte mit dem UHC Lions Konolfingen zum UH Lejon Zäziwil, seither sind die Unihockey-Tigers ein reiner Jungen- und Männerverein. Im Zuge der Zusammenarbeit mit dem UHC Linden werden ab 2009 auch die beiden Junioren-Stammvereine Zäziwil und Linden-Röthenbach unter dem Dach der Unihockey Tigers geführt. Unter Trainer Philippe Soutter, der 2007 bis 2010 Trainer der Tigers war, schlossen die Tigers zur nationalen Spitze der NLA auf, wurden viermal Cupsieger und erreichten dreimal das Playoff-Finale, ohne jedoch den Meistertitel zu gewinnen. 2019 gewannen die Tigers unter dem Trainer Michal Rybka gegen die favorisierten Grashoppers letztmals den Schweizer Cup nach Penaltyschiessen.

## Erfolge und Statistiken
- 1-mal Champy Cup: 2013
- 4-mal Schweizer Cup: 2007, 2009, 2010, 2019

## Trainer
(Verzichtet wurde auf die Aufführung von Interimstrainern und Assistenztrainern.)
- 2014–2016 Niklaus Engel
- 2016–2017 Daniel Hahne und Niklas Engel
- 2017–2019 Michal Rybka
- 2019–2021 Matthias Gafner
- seit 2022 Yannick Rubini

## Spielstätte
Das Heimstadion der Unihockey Tigers ist die Espace Arena in Biglen.